# EF English Live
EF English Live, früher bekannt als Englishtown, ist eine E-Learning-Englischsprachschule für Erwachsene. 
Diese Tochter des Konzerns EF Education First hat 1200 große Unternehmen als Kunden und 15 Millionen private Nutzer.

## Geschichte
EF English Live wurde 1996 von Bill Fisher gegründet mit der Intention, allen Menschen einfachen und flexiblen Zugang zu Sprachkenntnissen zu ermöglichen. Bill Fisher kooperierte mit EF und Apple, um seine Ideen zu entwickeln und das heute weltweit größte Netzwerk mit interaktiven Materialien und echtem Liveunterricht zu erschaffen.

## Partnerschaften
EF English Live wurde als offizieller Anbieter von Sprachtrainings für die Olympischen Spiele in Beijing 2008 ausgewählt.
Außerdem unterstützte EF English Live die 16. Asienspiele 2010.
Für die Fußball-Weltmeisterschaft 2014 in Brasilien wird EF English Live ebenfalls als offizieller Unterstützer und Sponsor auftreten.

## Preise und Auszeichnungen
2010 hat EF English Live folgende Preise und Auszeichnungen erhalten:
- Interactive Media Award (IMA)[6]
- Comenius-EduMedia-Award[7]
- Human Resource Executive’s Top Training Product of the Year Award[8]

## Verwandte Firmen und Organisationen
EF English Live ist ein Teil von EF Education First. Diese Organisation wurde 1965 gegründet und ist zur weltweit größten privaten Firma für Sprachunterricht geworden. Insgesamt beherbergt EF Education First 15 Tochterfirmen und gemeinnützige Organisationen mit den Schwerpunkten Sprachunterricht, Sprachreisen, Kulturaustausch und weiteren akademischen Programmen.